# Tapiena latifolia
Tapiena latifolia är en insektsart som beskrevs av Sigfrid Ingrisch och Shishodia 2000. Tapiena latifolia ingår i släktet Tapiena och familjen vårtbitare. Inga underarter finns listade i Catalogue of Life.